# Éric Barbier
Éric Barbier, født 29. juni 1960 i Aix-en-Provence, er en fransk instruktør og manuskriptforfatter.
Uddannet fra Institut des hautes études cinématographiques, hvor han bestod afgangseksamen fra i 1991 med filmen Le Brasier, som er et social-realistisk melodrama om minearbejdernes liv i 1930'erne, med Jean-Marc Barr og Maruschka Detmers, filmen var på det tidspunkt, den første franske film med et budget på 100 mio. francs. På trods af dette, blev filmen en kommerciel fiasko. Éric Barbier arbejdede efterfølgende indenfor reklame.
Han vendte tilbage i 2000 for at filme Toreros og optog derefter i 2007 en ny stor budgetfilm, krimien Le Serpent, med Yvan Attal og Clovis Cornillac. Hans næste film, Le Dernier Diamant, blev en ny kommerciel fiasko. I 2017 indspillede han Løfte ved daggry, baseret på Romain Garys roman, med Pierre Niney og Charlotte Gainsbourg.
Han bosatte sig i Moussac i 1991 for at "Bo med sine tyre".

## Filmografi

### Instruktør og manuskriptforfatter
- 1991: Le Brasier
- 1993: Un air de liberté (tvfilm i serien "Les Années lycée")
- 2000: Toreros
- 2007: Le Serpent
- 2014: Le Dernier Diamant
- 2017: Løfte ved daggry

### Kun forfatter
- 1994: Le Péril jeune (han spiller også med som skuespiller)

### Regissør
- 1984: Comme les doigts de la main d'Éric Rochant (kortfilm)